# ФК Нови Пазар
Фудбалски клуб Нови Пазар je српски фудбалски клуб из Новог Пазара. Основан је 1928. и тренутно се такмичи у Суперлиги Србије, првом такмичарском нивоу српског фудбала. Своје домаће утакмице игра на градском стадиону у Новом Пазару, који има капацитет за 12.000 гледалаца.
Две највеће навијачке групе Новог Пазара су Торцида Санџак и Екстреми. Највећи успех клуба био је завршетак на 3. месту од 16 тимова у Суперлиги Србије у сезони 2024/25, чиме је осигурао место у другом колу квалификација за УЕФА Лигу конференција. Адем Љајић, родом из Новог Пазара, одиграо је кључну улогу у успеху тима у сезони 2024/25.

## Историја

### Првих 80 година
Клуб је основан 1928. године. По оснивању клуб је носио назив „Санџак“, а касније „Дежева“. Фузијом „ФК Дежева“ и „ФК Рас“ настао је садашњи „ФК Нови Пазар“ 1962. године. Био је аматерски првак у бившој СФРЈ, члан Друге лиге група Исток и члан Јединствене друге лиге на нивоу бивше СФРЈ.
Успон клуба почиње половином 80-их година, када по први пут постаје члан Друге лиге група Исток. Већ у дебитантској сезони, 1984/85, освојио је друго место, са пет бодова мање од победника ОФК Београда. И у наредне три сезоне је бележио одличне резултате (четврто, треће и шесто место), па је и изборио пласман у Јединствену другу лигу за сезону 1988/89. Међутим, у јакој конкуренцији заузео је претпоследње, деветнаесто, место и испао у Међурепубличку лигу, трећи степен такмичења.
Од сезоне 1992/93. поново је друголигаш и тај статус је задржао скоро две деценије, са изузетком сезоне 2002/03. када је накратко био члан Српске лиге. Два пута је изборио бараж за I Савезну лигу, и оба пута је поражен. Први пораз претрпео је 1994. од Сутјеске из Никшића, а други 1995. од Слободе из Ужица.

### Улазак у Суперлигу Србије
Клуб је у сезони 2010/11. заузео 3. место у Првој лиги Србије, али је након одустајања БАСК-а, који је био првак Прве лиге, од играња у Суперлиги, на седници ИО ФСС 11. јула 2011. донета одлука да уместо БАСК-а у сезони 2011/12. у Суперлиги игра Нови Пазар, који је тако по први пут у својој историји заиграо у елитном рангу. Пазарци су у првој сезони заузели 14. место и изборили опстанак, да би исти пласман поновили и следеће сезоне. У сезони 2014/15. остварили су најбољи пласман у историји клуба, јер су заузели 5. место. Након шест сезона у Суперлиги, Нови Пазар је освајањем последњег места испао у Прву лигу Србије.
У сезони 2019/20. завршили су на 10. месту у Првој лиги Србије. Након одустајања првопласираног Графичара, одлуком Фудбалског савеза Србије, Нови Пазар је због одличне инфраструктуре добио позив да попуни упражњено место. Тако је након три године поново добио прилику да заигра у Суперлиги Србије.

## Стадион
Капацитет стадиона је око 6.900 гледалаца, од тога је само северна трибина без седећих места. Стадион се тренутно састоји од источне и западне трибине, а од априла 2012. и северне трибине. Током 2011. је урађена реконструкција стадиона, у коју је било уложено око 2 милиона евра. Министар животне средине, рударства и просторног планирања Оливер Дулић 12. априла 2011. отворио је радове на реконструкцији стадиона.
У склопу прве фазе реконструкције обновљена је источна трибина и изграђена потпуно нова покривена западна трибина, где се налазе просторије клуба, а на обе трибине су постављене столице. Такође је изграђен и помоћни терен са вештачком травом. У фебруару 2012. је почела изградња северне трибине, која је завршена у априлу исте године.
Пред почетак сезоне 2014/15. почело је постављање рефлекторског осветљења, док је прва утакмица под рефлекторима одиграна 29. септембра 2014. када је Нови Пазар угостио Јагодину (3:0).

## Играчи

### Тренутни тим
Ажурирано 4. маја 2025. 
| Бр. |                     | Позиција | Играч                                            |
| --- | ------------------- | -------- | ------------------------------------------------ |
| 1   | Србија              | Г        | Жељко Самчовић (на позајмици из Младости Лучани) |
| 2   | Србија              | О        | Драган Бојат                                     |
| 3   | Србија              | О        | Немања Г. Милетић                                |
| 4   | Србија              | О        | Огњен Мршић                                      |
| 5   | Србија              | С        | Семир Алић                                       |
| 6   | Гвинеја             | О        | Абдулај Сисе                                     |
| 7   | Гана                | С        | Скима Тогбе                                      |
| 8   | Србија              | С        | Сеад Исламовић                                   |
| 9   | Србија              | С        | Александар Месаровић                             |
| 10  | Босна и Херцеговина | Н        | Алмедин Зиљкић                                   |
| 12  | Црна Гора           | Г        | Стефан Поповић                                   |
| 13  | Нигерија            | С        | Адетунџи Адешина                                 |
| 14  | Србија              | С        | Дарко Стојановић                                 |
| 15  | Србија              | О        | Филип Бачкуља                                    |
| 16  | Нигерија            | Н        | Ејике Опара                                      |

| Бр. |                           | Позиција | Играч                                       |
| --- | ------------------------- | -------- | ------------------------------------------- |
| 17  | Србија                    | С        | Владан Видаковић                            |
| 18  | Србија                    | С        | Лазар Зличић                                |
| 21  | Србија                    | С        | Александар Ковачевић                        |
| 22  | Србија                    | С        | Адем Љајић (капитен)                        |
| 23  | Црна Гора                 | О        | Слободан Рубежић (на позајмици из Абердина) |
| 24  | Србија                    | С        | Урош Филимоновић                            |
| 25  | Србија                    | Г        | Саладин Мециновић                           |
| 26  | Србија                    | О        | Амар Нуровић                                |
| 27  | Босна и Херцеговина       | О        | Нуман Курдић                                |
| 28  | Камерун                   | Н        | Џон Мери                                    |
| 29  | Сједињене Америчке Државе | Н        | Лучано Санчез                               |
| 33  | Србија                    | О        | Иван Лакићевић                              |
| 55  | Србија                    | О        | Енсар Брунчевић                             |
| 77  | Холандија                 | Н        | Родни Антви                                 |

### Остали играчи под уговором
| Бр. |          | Позиција | Играч       |
| --- | -------- | -------- | ----------- |
| 20  | Нигерија | Г        | Аџија Јакуб |

### На позајмици
| Бр. |                     | Позиција | Играч                                |
| --- | ------------------- | -------- | ------------------------------------ |
|     | Босна и Херцеговина | Г        | Бакир Брајловић (у Славији Сарајево) |
|     | Србија              | О        | Дарис Каришик (у ФАП)                |

| Бр. |        | Позиција | Играч                           |
| --- | ------ | -------- | ------------------------------- |
|     | Србија | О        | Кемал Коничанин (у ФАП)         |
|     | Србија | Н        | Виктор Живојиновић (у Дубочици) |

## Новији резултати
| Сезона   | Ранг | Лига             | Позиција | ИГ  | Д  | Н  | П  | ГД | ГП | ГР  | Бод     | Куп                  |
| -------- | ---- | ---------------- | -------- | --- | -- | -- | -- | -- | -- | --- | ------- | -------------------- |
| 2006/07. | 2    | Прва лига Србије | 13.      | 38  | 15 | 8  | 15 | 45 | 51 | -6  | 53      | Није се квалификовао |
| 2007/08. | 2    | Прва лига Србије | 12.      | 34  | 12 | 9  | 13 | 39 | 29 | -10 | 45      | Шеснаестина финала   |
| 2008/09. | 2    | Прва лига Србије | 16.      | 34  | 10 | 6  | 18 | 33 | 47 | -14 | 36      | Шеснаестина финала   |
| 2009/10. | 2    | Прва лига Србије | 9.       | 34  | 13 | 7  | 14 | 33 | 38 | -5  | 46      | Осмина финала        |
| 2010/11. | 2    | Прва лига Србије | 3.       | 34  | 21 | 8  | 5  | 46 | 20 | +26 | 71      | Шеснаестина финала   |
| 2011/12. | 1    | Суперлига Србије | 14.      | 30  | 6  | 10 | 14 | 21 | 41 | -20 | 28      | Шеснаестина финала   |
| 2012/13. | 1    | Суперлига Србије | 14.      | 30  | 7  | 9  | 14 | 29 | 40 | -11 | 30      | Осмина финала        |
| 2013/14. | 1    | Суперлига Србије | 8.       | 30  | 11 | 6  | 13 | 32 | 34 | -2  | 39      | Осмина финала        |
| 2014/15. | 1    | Суперлига Србије | 5.       | 30  | 13 | 8  | 9  | 39 | 28 | +11 | 47      | Шеснаестина финала   |
| 2015/16. | 1    | Суперлига Србије | 14.      | 37  | 10 | 10 | 17 | 29 | 50 | -21 | 25 (40) | Шеснаестина финала   |
| 2016/17. | 1    | Суперлига Србије | 16.      | 37  | 7  | 6  | 24 | 29 | 68 | -39 | 17 (27) | Осмина финала        |
| 2017/18. | 2    | Прва лига Србије | 9.       | 30. | 9  | 13 | 8  | 28 | 33 | -5  | 40      | Шеснаестина финала   |
| 2018/19. | 2    | Прва лига Србије | 14.      | 37  | 7  | 8  | 22 | 28 | 63 | -35 | 21 (29) | Шеснаестина финала   |
| 2019/20. | 2    | Прва лига Србије | 10.      | 30  | 11 | 7  | 12 | 32 | 31 | +1  | 40      | Шеснаестина финала   |
| 2020/21. | 1    | Суперлига Србије | 12.      | 38  | 14 | 7  | 17 | 50 | 60 | -10 | 49      | Шеснаестина финала   |
| 2021/22. | 1    | Суперлига Србије | 13.      | 37  | 10 | 11 | 16 | 39 | 54 | -15 | 41      | Полуфинале           |
| 2022/23. | 1    | Суперлига Србије | 6.       | 37  | 15 | 6  | 16 | 40 | 49 | -9  | 51      | Четвртфинале         |
| 2023/24. | 1    | Суперлига Србије | 9.       | 37  | 14 | 6  | 17 | 44 | 47 | -3  | 48      | Четвртфинале         |
| 2024/25. | 1    | Суперлига Србије | 3.       | 37  | 15 | 9  | 13 | 60 | 65 | -5  | 54      | Четвртфинале         |

## ФК Нови Пазар у европским такмичењима
| Сезона   | Такмичење              | Коло        | Држава | Клуб                | Дом. терен | Гос. терен | Укупно |
| -------- | ---------------------- | ----------- | ------ | ------------------- | ---------- | ---------- | ------ |
| 2025/26. | УЕФА Лига конференције | 2. коло кв. | Пољска | Јагјелоња Бјалисток | 1:2        | 1:3        | 2:5    |